# 新西兰共产党
新西兰共产党（英語：Communist Party of New Zealand），简称新共（CPNZ），是新西兰历史上的一个共产主义政党。

## 历史
1921年3月，新西兰共产党成立，它的部分创始党员来自于新西兰马克思主义协会（成立于1918年）和新西兰社会党。最初，俄国共产党（布尔什维克）没有向其提供支持。
1920年代，新西兰共产党尝试作为工业部门的活跃力量存在，主要在新西兰西海岸的矿业城镇活动，并取得一定的成功，吸收了几百名支持者入党。为执行共产国际的统一战线政策，该党成员试图加入新西兰工党，但以失败告终，双方成为激烈的竞争对手。该党试图控制主要的左翼报纸，也没有成功。该党的成员经常被迫害和逮捕，他们的印刷机被当局没收，党内还有严重的内耗。
1920年代末期，大部分党员失业，一些党员脱离该党，留下来的党员发起失业工人运动，声势浩大，但其影响力仍远不如新西兰工党。
1934年，共产国际为新西兰共产党制定了政策，但由于新西兰共产党的代表滞留莫斯科，因此没有和党的领导层取得联系。在1935年大选时，新西兰共产党仍然敌视新西兰工党。
1930年代，新西兰共产党通过各种组织和工会，获得较大影响力。第二次世界大战，有一些骨干成员应征入伍，死在战场上。
第二次世界大战结束后，新西兰共产党在奥克兰地区的工会中有超过1000名支持者。在这个时期，该党仍然坚决执行斯大林主义的政策，并且密切关注和采用苏联的政治路线。
1956年，发生匈牙利事件，导致该党的大部分知识分子脱党，他们创办了新刊物，如《新西兰每月评论》《评论》《社会主义论坛》和《此时此地》。
1960年代初，由于中苏决裂，该党内斗不断。该党的领导层称苏联最高领导人赫鲁晓夫是“修正主义者”，并选择追随毛泽东领导下的中华人民共和国。此后，大多数党员选择支持毛泽东；支持赫鲁晓夫的党员（主要是奥克兰工会的成员）脱党，另行组建新西兰社会主义统一党。
1976年毛泽东去世后，新西兰共产党转而追随恩维尔·霍查领导的阿尔巴尼亚社会主义人民共和国，他们认为阿尔巴尼亚是最后一个真正的社会主义国家。主张继续执行毛泽东时代的中国共产党的政治路线的部分领导人被开除出党，他们另行组建争取新西兰共产党（马列）组建筹备委员会。
1970年，惠灵顿支部成员被该党集体开除，他们另行组建“惠灵顿马列主义组织”；1980年，惠灵顿马列主义组织与“北方共产主义组织”合并为新西兰工人共产主义联盟。
在阿尔巴尼亚劳动党政权垮台后，新西兰共产党逐渐改变政治观点，放弃其以前奉行的斯大林主义和霍査主义。后来，党内改革的反对者脱党，另行组建信仰毛主义的奥特亚罗瓦共产党和信仰霍查主义的“马列主义集体”。
1994年，新西兰共产党最终与新托洛茨基主义组织国际社会主义组织合并为社会主义工人组织。社会主义工人组织后又演变成人数少但仍很活跃的“社会主义工人”，后者于2012年解散。
新西兰共产党在新西兰从来没有获得真正的政治影响力，但它确实影响了几代政治激进分子，并引发了几次重要的社会运动，包括反种族主义抗议和进步青年运动。